# Ollarianus grossus
Ollarianus grossus är en insektsart som beskrevs av Rauno E. Linnavuori 1959. Ollarianus grossus ingår i släktet Ollarianus och familjen dvärgstritar. Inga underarter finns listade i Catalogue of Life.